# Schloss Gandegg

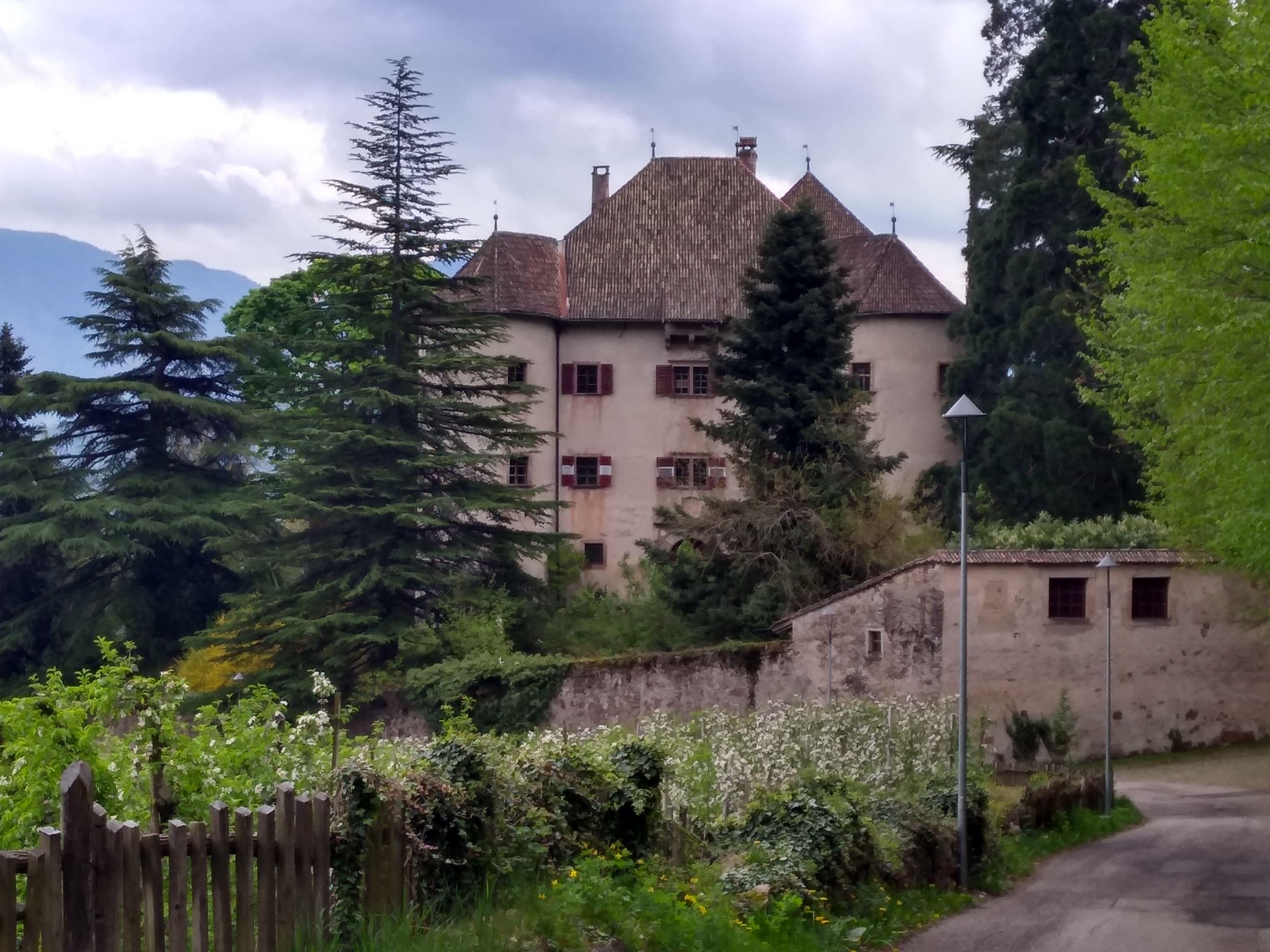
Schloss Gandegg

Schloss Gandegg ist ein Ansitz im Ortsteil Pigeno bei St. Michael, einer Fraktion der Gemeinde Eppan in Südtirol. 

## Geschichte

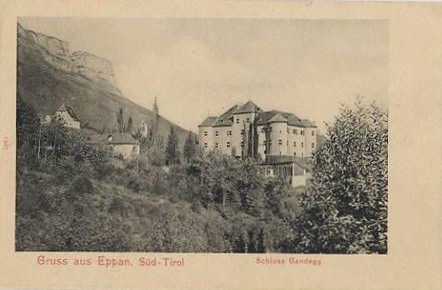
Gandegg auf einer Postkarte

Der legendenhaften Chronik des Grafen Karl von Khuen zufolge stand eine ältere Burg weiter oberhalb über der nach Englar abbiegenden Straße, die 1001 durch einen Erdrutsch zerstört worden und von der noch Reste eines Turms vorhanden gewesen seien. Das neue Schloss, auf dem sich der Flurname Gandegg bezieht, geht auf einen um 1410 errichteten mittelalterlichen Wohnturm zurück. 1434 wurde Gandegg als "Thurm und Behausung" erwähnt, als es die Herren von Annenberg dem Konrad Herl gegen acht Pfund Berner jährlichen Zins erblich überließen. Ähnlich wie das Gericht Altenburg wurde Gandegg im Laufe der Jahrhunderte an unterschiedliche Tiroler Adelsfamilien verpfändet. 1488 erneuerte Marquard von Freudenstein die Umfassungsmauern. 1510 verkaufte Jakob Fuchs von Fuchsberg Gandegg an Caspar Pernstich, der 1540 in der Pfarrkirche St. Pauli Bekehrung bestattet wurde. Seit 1534 war der niederösterreichische Regimentsrat Blasius Khuen Inhaber des Lehens, welcher 1550/58 unter Einbeziehung des älteren Turms die heutige Viereckanlage im Stil der Renaissance mit runden Ecktürmen, erbauen ließ. Bis 1698 wurde die bis dahin gotische Schlosskapelle Maria Schnee im Barockstil mit Kuppel und Laterne umgestaltet und erweitert. Über Jahrhunderte blieb das Schloss in Besitz der Grafen Khuen von Belasy. Der österreichische Historiker Emil von Ottenthal schrieb in seiner Publikation "Archiv-Berichte aus Tirol" über das Familienarchiv der Gafen Khuen von Belasi auf Gandegg. Seit dem 21. März 1951 steht Gandegg unter Denkmalschutz. Das Gebäude ist für die Öffentlichkeit nicht zugänglich.

## Beschreibung

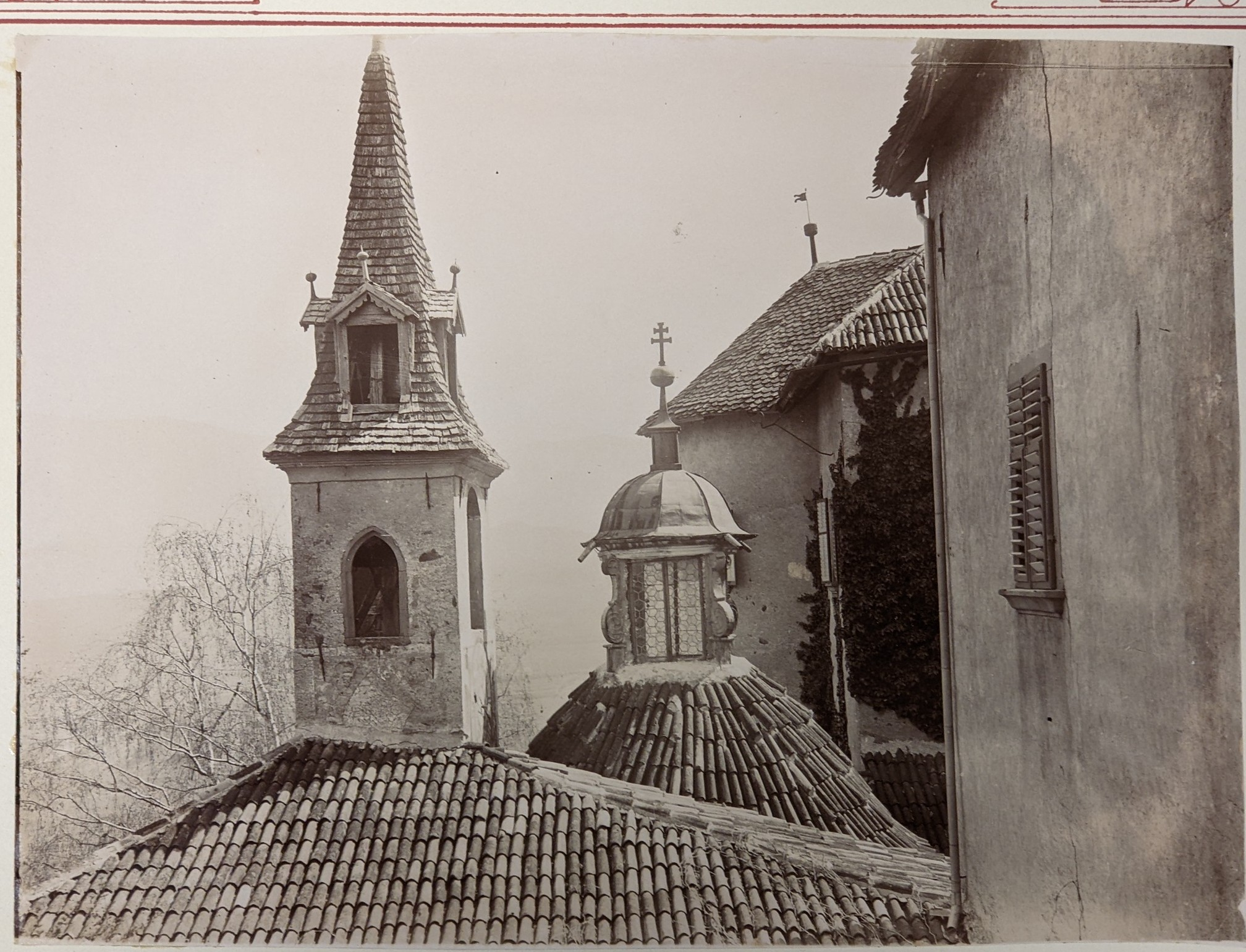
Schlosskapelle Maria Schnee

Das Haupthaus ist von einer Umfassungsmauer, einem Landschaftspark und Wirtschaftsgebäuden umgeben. Mehrere Räume sind mit Renaissance-Kassettendecken und Holztüren aus dem 16. bis 17. Jahrhundert ausgestattet. Zur frühbarocken Ausstattung der Schlosskapelle zählen eine Humpel-Orgel aus dem Anfang des 17. Jahrhunderts und ein Altar mit einem Marienbildnis, den Jakob Poder aus Kaltern fertigte. Das Deckengemälde in der Kuppel zeigt ein Engelskonzert.